# ويليام بيترز هيبورن
ويليام بيترز هيبورن هو محامي وسياسي أمريكي، ولد في 4 نوفمبر 1833 في ويلسفيل في الولايات المتحدة، وتوفي في 7 فبراير 1916. نشط حزبياً في الحزب الجمهوري. وقد انتخب عضو مجلس النواب الأمريكي ‏.